# Shinkansen Recordings
Shinkansen Recordings är ett London-baserat skivbolag som kan ses som en fortsättning på det legendariska Sarah Records. Bolaget startades 1996 och har gett ut skivor med artister såsom Trembling Blue Stars, Fosca och Blueboy.